# جسر دوبيوك للسكك الحديدية
يحمل جسر دوبوك للسكك الحديدية Dubuque Rail Bridge خطًا واحدًا للسكك الحديدية عبر نهر المسيسيبي بين مدينة دوبيوك بولاية آيوا، ومدينة إيست دوبيوك بولاية إلينوي، بالقرب من الميل النهري 580. 
وتشغله حاليا شركة السكك الحديدية الوطنية الكندية بعد شرائهم عام 1999 لسكة حديد إلينوي المركزية.